# Ixos
Ixos (лат.) — род певчих птиц из семейства бюльбюлевых.

## Классификация
Международный союз орнитологов относит к роду 5 видов:
- Ixos leucogrammicus Müller, S, 1836 — Полосатый настоящий бюльбюль
- Ixos sumatranus (Wardlaw-Ramsay, RG, 1882)
- Ixos virescens (Temminck, 1825) typus — Зеленокрылый восточный бюльбюль
- Ixos malaccensis (Blyth, 1845) — Пестрогрудый восточный бюльбюль
- Ixos mcclellandii (Horsfield, 1840) — Горный бюльбюль

Ранее к роду относились также:
- Жёлтый манишковый бюльбюль (Alophoixus phaeocephalus)
- Желтогорлый лесной бюльбюль (Atimastillas flavicollis)
- Сероголовый настоящий бюльбюль (Brachypodius priocephalus)
- Золотохвостый восточный бюльбюль (Hypsipetes affinis)
- Короткопалый бюльбюль (Hypsipetes amaurotis)
- Желтоватый восточный бюльбюль (Hypsipetes everetti)
- Hypsipetes guimarasensis
- Hypsipetes mindorensis
- Hypsipetes nicobariensis (Moore, 1854) — Никобарский восточный бюльбюль
- Рыжегрудый восточный бюльбюль (Hypsipetes philippinus)
- Рыжегорлый восточный бюльбюль (Hypsipetes rufigularis)
- Шиферноголовый восточный бюльбюль (Hypsipetes siquijorensis)
- Золотоглазый восточный бюльбюль (Iole palawanensis)
- Малый настоящий бюльбюль (Ixodia erythropthalmos)
- Чещуйчатый настоящий бюльбюль (Ixodia squamata)
- Золотобрюхий настоящий бюльбюль (Pycnonotus aurigaster)
- Бородатый настоящий бюльбюль (Pycnonotus barbatus)
- Пестрогорлый настоящий бюльбюль (Pycnonotus davisoni)
- Желтобрюхий настоящий бюльбюль (Pycnonotus goiavier)
- Краснощёкий настоящий бюльбюль (Pycnonotus jocosus)
- Китайский настоящий бюльбюль (Pycnonotus sinensis)
- Pycnonotus tricolor
- Золотогузый настоящий бюльбюль (Pycnonotus tympanistrigus)
- Желтогорлый настоящий бюльбюль (Pycnonotus xantholaemus)
- Желтопоясничный настоящий бюльбюль (Pycnonotus xanthopygos)
- Бурогрудый настоящий бюльбюль (Pycnonotus xanthorrhous)

Ряд авторов считают, что род Ixos следует объединить с родом Hypsipetes семейства Бюльбюлевых, а некоторые предлагают включить также роды Hemixos, Iole и Tricholestes, при этом их общим названием должно стать самое старое название Ixos. Сторонники объединения родов полагают, что не вполне корректное их разделение повлекло ошибки в наименованиях некоторых видов бюльбюлей.